# Subdiviziunile Norvegiei

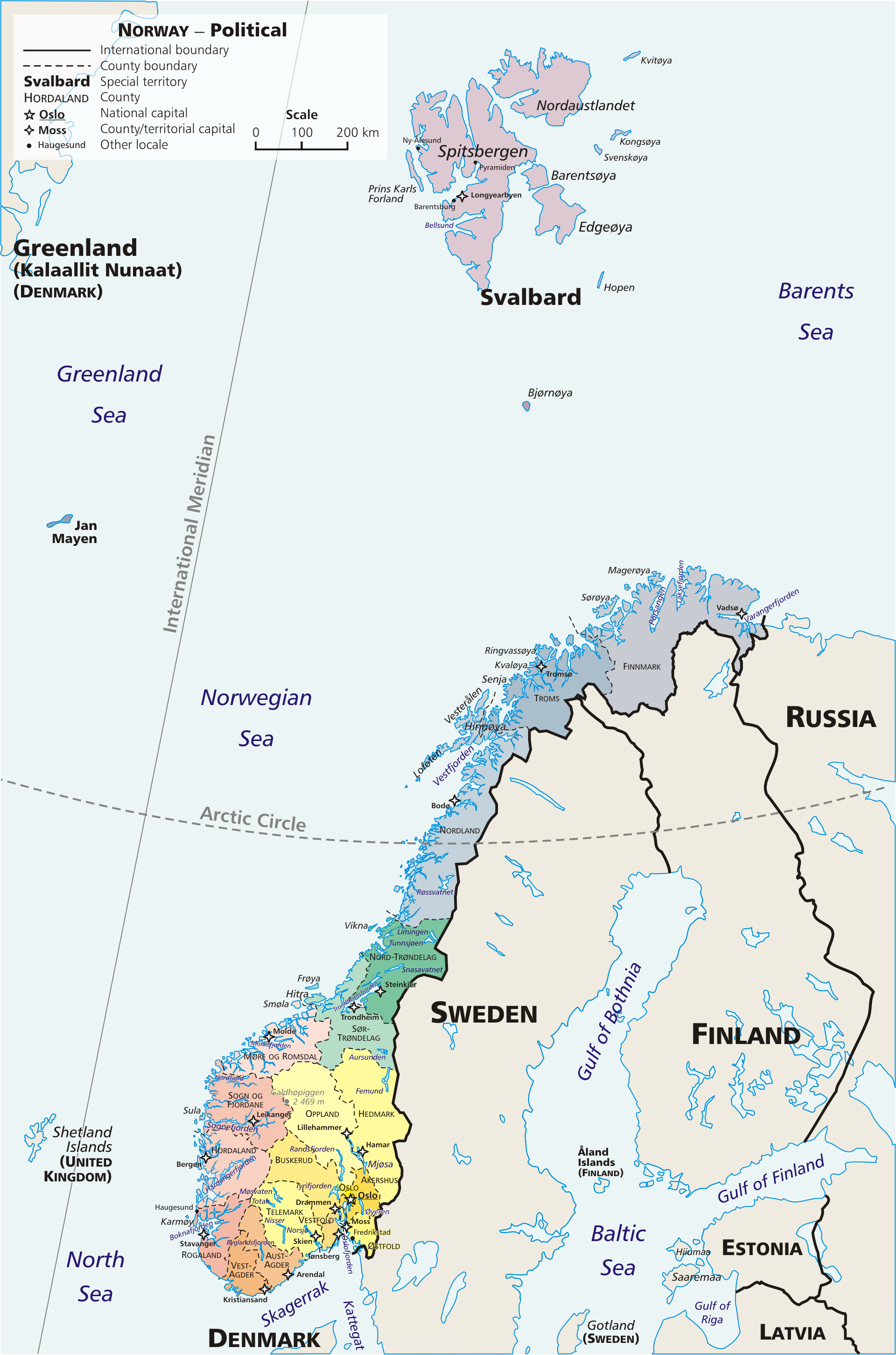
O hartă geopoliticală a Norvegiei, prezentând cele 19 diviziuni administrative, numit fylker sau "comitate", cu insulele Svalbard ș Jan Mayen.

Forma extrem alungită a Norvegiei, numeroasele bariere geografice, precum și distribuția naturală a populației a condus la numeroase convenții pentru formarea subdiviziunilor sale naționale.  De-a lungul timpului, acestea s-au schimbat reflectând schimbările survenite.  Chiar și astăzi, numeroase posibile reforme sunt luate în considerare.

## Nivele de administrare
Administrarea politică a Norvegiei are loc la trei nivele diferite.
- Regatul - acoperă întreaga zonă metropolitană a Norvegiei și a părților sale insulare Svalbard și Jan Mayen. În timp ce insulele Svalbard sunt subiect al unui tratat internațional prezentând anumite limite la suveranitatea Norvegiei, Jan Mayen are, ca și restul județelor Norvegiei continentale, un guvernator sau un comite (fylkesmann).
- provincii, cunoscute în Norvegia ca fylker (singular, fylke). Începând cu 1 ianuarie 2020, Norvegia este formată din 11 fylke. Grupul de insule Svalbard și Jan Mayen aparțin Norvegiei, dar nu sunt alocate unei provincii.

- Comune - în norvegiană kommuner (singular, kommune), în număr de 356.  Adăugat acestei diviziuni, Longyearbyen, autoritatea locală are ceva similarități cu o municipalitate.

Din cauza îmbunătățirii infrastructurii atât la nivel transporturilor cât și la cel al telecomunicațiilor, eventualele beneficii ale consolidării sunt discutate permanent. Comparativ cu începutul anilor 1960, numărul de municipalități a descrescut substanțial, de la 744 la 422, azi, dar noi fuziuni sunt așteptate a se produce. Similar, responsabilitățile la nivel de comitat au fost reduse mereu, astfel încât există discuții de a înlocui cele 19 județe de azi cu 5 - 9 regiuni în viitorul apropiat.

### Excepții
În cazul organizării administrative teritoriale, următoarele excepții sunt categorii aparte.
- Sistemul judiciar al Norvegiei este divizat în șase districte de apel.
- Biserica Norvegiei este împărțită în unsprezece dioceze.

### Alte tipuri de subdiviziuni
Există alte diviziuni care nu sunt administrative, dar care joacă un rol activ cultural, istoric, geografic și, uneori, chiar politic.
- Regiunile Norvegiei, cunoscute sub numele de landsdeler (singular, landsdel), existând cinci dintre acestea: Nord-Norge, Østlandet, Sørlandet, Trøndelag și Vestlandet.
- Districtele Norvegiei, organizate în mod tipic pe bază de limbă, cultură sau diviziuni naturale geografice.  Nu există un număr fix și limitele lor sunt subiecte ale interpretării subiective.
- În orașe există adesea sectoare sau cartiere, cunoscute ca bydeler.
- Comunitățile rurale au adesea astfel de "subdiviziuni formale", incluzând tettsteder, care sunt concentrări de clădiri cu destinație comercială sau aglomerări de ferme cunoscute sub numele de grender, sau după un nume propriu.
- Serviciul de meteorologie al Norvegiei folosește adesea în descrierea vremii subdiviziuni care sunt diferite de toate celelalte, întrucât reflectă similarități și recurențe climatice, respectiv recurențe în comportamentul meteorologic.

### Provinciile Norvegiei (fylke) după 2020

Harta Norvegiei cu cele 11 provincii

| Provincii            | Cod   |
| -------------------- | ----- |
| Agder                | NO-42 |
| Innlandet            | NO-34 |
| Jan Mayen1           | NO-22 |
| Møre og Romsdal      | NO-15 |
| Nordland             | NO-18 |
| Oslo                 | NO-03 |
| Rogaland             | NO-11 |
| Svalbard1            | NO-21 |
| Troms og Finnmark    | NO-54 |
| Trøndelag            | NO-50 |
| Vestfold og Telemark | NO-38 |
| Vestland             | NO-46 |
| Viken                | NO-30 |

### Provinciile Norvegiei înainte de 2020

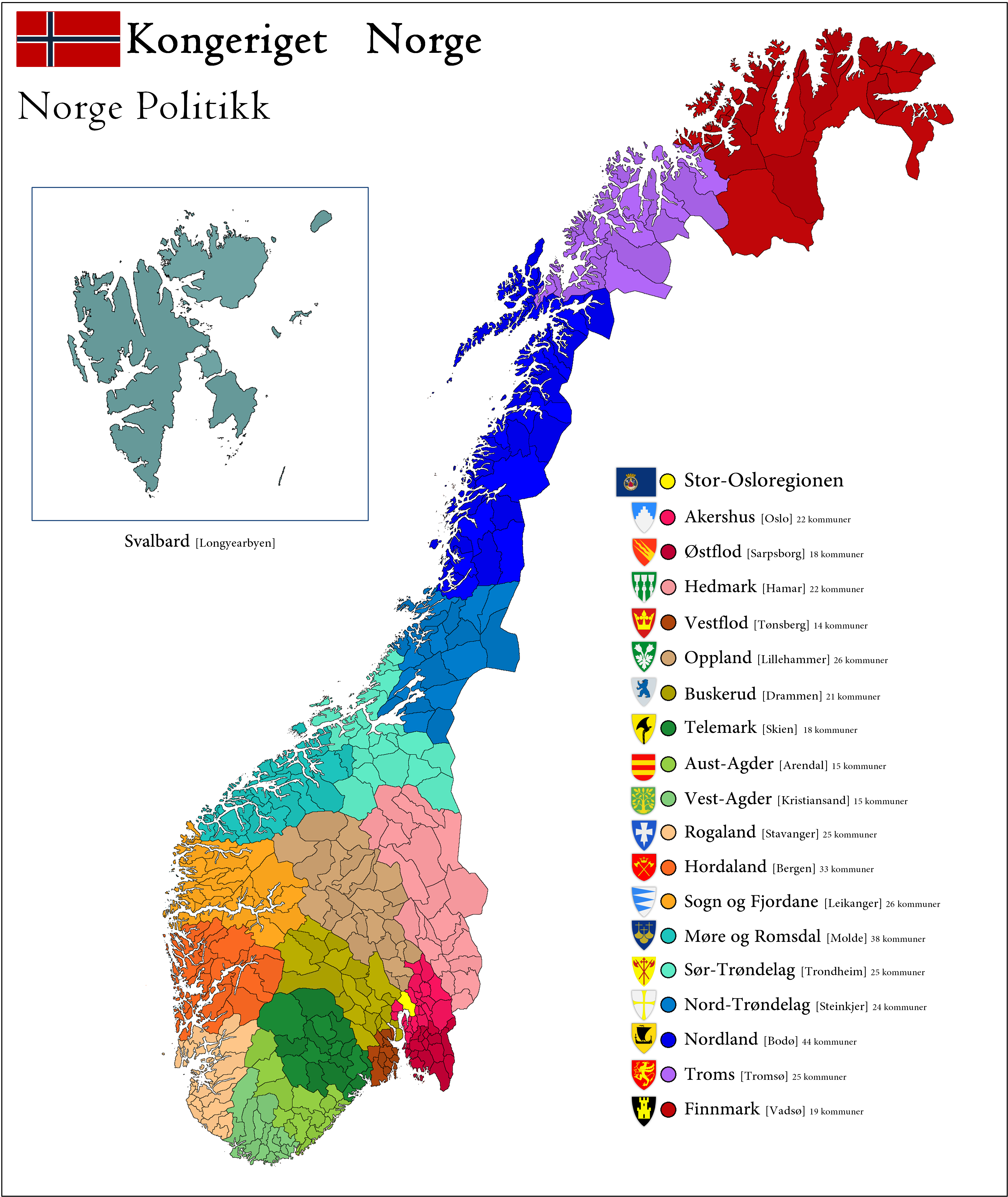
Județele Norvegiei

Teritoriul Norvegiei este împărțit în 18 unități administrativ-teritoriale, numite fylker, care corespund diviziunii numită provincie.
| - Oslo - Akershus - Østfold - Hedmark - Oppland - Buskerud - Vestfold - Aust-Agder - Finnmark | - Hordaland - Møre og Romsdal - Nordland - Rogaland - Sogn og Fjordane - Telemark - Troms - Trøndelag - Vest-Agder |